# Sant'Oreste
Sant'Oreste és un comune (municipi) de la ciutat metropolitana de Roma, a la regió italiana del Laci, situat uns 35 km al nord de Roma. L'1 de gener de 2018 tenia 3.648 habitants.

## Història
La primera menció de Sant'Oreste la va fer Benet de Soracte en el seu Chronicon el 747 dC, en el qual esmenta "Curtis Sancii Heristi".  Una font afirma que el topònim deriva de la família dels Aristi o Edisti. Un membre d'aquesta família, Sant Orestes (Edistus, Sant'Edisto, Sant'Oreste) va ser martiritzat per la seva fe al voltant del 68 dC. Les corrupcions lingüístiques van transformar el nom de "Sanctus Edistus" a "Sanctus Heristus, Santo Resto, San Tresto, Sant'Oreste". 